# 松林哲也
松林哲也（まつばやし てつや、1977年―　）は、日本の政治学者。専門は比較政治学、とくに政治行動論。大阪大学教授。日本学術振興会賞、日経・経済図書文化賞等受賞。

## 略歴・人物
2000年同志社大学法学部政治学科卒業。2002年同大学院アメリカ研究科修士課程修了。2005年アメリカ南西部政治学会最優秀論文賞受賞。2007年テキサスA&M大学政治学部博士課程修了。政治学博士の学位を取得（Ph.D in Political Science)。同年ノーステキサス大学政治学部助教授。2013年大阪大学大学院国際公共政策研究科准教授。同年日経・経済図書文化賞、日本選挙学会優秀論文賞受賞。2017年日本選挙学会優秀論文賞受賞。2019年日本学術振興会賞受賞。2020年大阪大学大学院国際公共政策研究科教授、大阪大学栄誉教授。

## 著書
- 『政治学と因果推論 比較から見える政治と社会』 (シリーズソーシャル・サイエンス)岩波書店, 2021.11

### 共著
- 澤田康幸・上田路子共著『自殺のない社会へ-経済学・政治学からのエビデンスに基づくアプローチ』（有斐閣、2004年）。第56回日経・図書文化賞受賞。

## 論文
- Kim Quaile Hill and Tetsuya Matsubayashi. 2005. "Civic Engagement and Mass-Elite Policy Agenda Agreement in American Communities." American Political Science Review 99(2): 215-24.
- Kim Quaile Hill and Tetsuya Matsubayashi. 2008. "Church Engagement, Religious Values, and Mass-Elite Policy Agenda Agreement in Local Communities." American Journal of Political Science 52(3): 570-84.